# Teodòsia (muller de Lleó V)
Teodòsia, en grec antic Θεοδοσία, nascuda cap al 775 i morta després del 826, va ser una emperadriu, esposa de l'emperador romà d'Orient Lleó V l'Armeni. Era filla d'Arsaber, un patrici romà d'Orient. El nom i el rang del seu pare es coneixen gràcies a l'escriptor bizantí Josep Genesi i pels textos de Teòfanes continuat, un recull d'obres de diferents autors que van seguir les cròniques de Teòfanes el Confessor. Es desconeix el nom de la seva mare.

## Família
El seu pare, Arsaber, va iniciar una revolta contra l'emperador Nicèfor I l'any 808, però va fracassar. El nom del pare de Teodòsia confirma els orígens armenis de la seva família, encara que no es coneixen els noms dels seus avantpassats. Diversos genealogistes suggereixen que la família descendia dels Camsaracans, una família noble armènia.

## Matrimoni
Teodòsia es va casar amb Lleó V l'Armeni, que era estrateg durant el regnat de l'emperador Nicèfor I. El seu suport a l'emperador contra la revolta de Bardanes el Turc va resultar decisiu per a aconseguir la victòria de Nicèfor. Lleó V va pujar al tron després de l'abdicació de Miquel I Rangabé l'any 813.
Teodòsia és l'única esposa de Lleó V que s'indica a les fonts primàries. Una interpretació dels textos de Teòfanes continuat suggereix que Lleó V s'havia casat una altra vegada amb una filla de Bardanes el Turc. Aquesta interpretació faria de Lleó un cunyat Tecla, una emperadriu romana d'Orient, primera esposa de Miquel el Tartamut.
Tant si era la primera com la segona esposa, Teodòsia era l'emperadriu quan Lleó V va ser assassinat al Nadal de l'any 820. Miquel el Tartamut va pujar al tron i va obligar Teodòsia i els fills de Lleó V a exiliar-se a Proti, una de les Illes dels Prínceps. El teòleg i historiador romà d'Orient Joan Zonaràs indica, que no els va obligar a prendre vots monàstics. Teodòsia i els seus fills van conservar part de les propietats personals de Lleó V, i els rèdits associats. Amb aquests ingressos, van poder continuar tenint una petita cort de servidors. El monjo bizantí Teodor Estudita hauria mantingut correspondència amb l'antiga emperadriu entre el 821 i la seva pròpia mort el 826.

## Fills
Tots els fills coneguts de Lleó V s'atribueixen tradicionalment a Teodòsia. L'escriptor bizantí Josep Genesi indica que van tenir quatre fills:
- Simbatios (Συμβάτιος), rebatejat com a Constantí, coemperador del 814 al 820. Va ser castrat i exiliat després de l'assassinat del seu pare.
- Basil, castrat i exiliat després de l'assassinat del seu pare. Hauria donat suport el 847 a l'elecció del patriarca Ignasi de Constantinoble.
- Gregori, castrat i exiliat després de l'assassinat del seu pare. També hauria donat suport a l'elecció del patriarca Ignasi de Constantinoble el 847.
- Teodosi, mort el 820. Va morir poc després de la seva castració.

Alguns historiadors i genealogistes mantenen l'existència d'una filla de Teodòsia i Lleó V i suggereixen que el seu nom era Anna.